# 336 v.Chr.
Het jaar 336 v.Chr. is een jaartal volgens de christelijke jaartelling.

## Gebeurtenissen

### Europa
- Koning Gorbonianus (336 - 330 v.Chr.) volgt zijn vader Morvidus op als heerser over Brittannië.

### Perzië
- Koning Arses wordt samen met zijn zonen, vrouwen, en neven uit de weg geruimd door Bagoas waarna de opvolgingslijn van Artaxerxes III is uitgestorven.
- Darius III (336 - 330 v.Chr.) een achterneef van Artaxerxes III wordt op de troon geplaatst.
- Darius III stelt zich onafhankelijk op en gaat een machtsstrijd aan, hij dwingt Bagoas zichzelf te laten vergiftigen.
- Darius III maakt een einde aan de intriges, hij herstelt het gezag van de "koning der koningen" en zorgt voor een sterke heropleving van het Perzische Rijk.
- Darius III slaat de opstand in Babylon en Armenië neer.
- Darius III benoemd Memnon van Rhodos tot opperbevelhebber van het Perzische leger en vloot in het westen.

### Griekenland
- Een Perzische legermacht onder de Griekse generaal Memnon van Rhodos drijft de Macedoniërs terug naar Thracië.
- Koning Philippus II van Macedonië wordt tijdens huwelijkse festiviteiten in het theater van Aigai (onderdeel de Archeologische site van Aigai) door Pausanias vermoord.
- Olympias laat Eurydice de vijfde vrouw van Philippus II vermoorden.
- De 20-jarige Alexander de Grote volgt zijn vader Philippus II van Macedonië op.
- Na de troonsbestijging laat Alexander zijn neef Amyntas IV van Macedonië executeren.
- In Athene krijgt Demosthenes van de Areopaag de "gouden krans" toegekend.

## Overleden
- Philippus II (46), koning van Macedonië.
- Arses, koning van het Perzische Rijk
- Bagoas, Perzische veldheer en grootvizier
- Eurydice, koningin van Macedonië
- Amyntas IV (~362 v.Chr. - ~336 v.Chr.), koning van Macedonië (26)